# الخسماه
ال-خسماه یک منطقهٔ مسکونی در یمن است که در استان صنعا واقع شده‌است.